# Rantoul (Kansas)
Rantoul è un comune degli Stati Uniti d'America, situato nello Stato del Kansas, nella contea di Franklin.